# Campeonato Mundial de Atletismo de 2022 - Arremesso de peso masculino
A competição do arremesso de peso masculino no Campeonato Mundial de Atletismo de 2022 foi realizada no estádio Hayward Field, em Eugene, nos Estados Unidos, entre os dias 15 a 17 de julho de 2022.

## Recordes
Antes da competição, os recordes eram os seguintes:
| Recorde mundial                               | Ryan Crouser (USA)           | 23.37  | Eugene, Estados Unidos    | 18 de junho de 2021  |
| Recorde do campeonato                         | Joe Kovacs (USA)             | 22.291 | Doha, Catar               | 5 de outubro de 2019 |
| Recorde do ano                                | Ryan Crouser (USA)           | 23.12  | Eugene, Estados Unidos    | 24 de junho de 2022  |
| Recorde da África                             | Janus Robberts (RSA)         | 21.97  | Eugene, Estados Unidos    | 2 de junho de 2001   |
| Recorde da Ásia                               | Tajinderpal Singh Toor (IND) | 21.49  | Patiala, Índia            | 21 de junho de 2021  |
| Recorde da América do Norte, Central e Caribe | Ryan Crouser (USA)           | 23.37  | Eugene, Estados Unidos    | 18 de junho de 2021  |
| Recorde da América do Sul                     | Darlan Romani (BRA)          | 22.61  | Palo Alto, Estados Unidos | 30 de junho de 2019  |
| Recorde da Europa                             | Ulf Timmermann (GDR)         | 23.06  | Chania, Grécia            | 22 de maio de 1988   |
| Recorde da Oceania                            | Tomas Walsh (NZL)            | 22.90  | Doha, Catar               | 2 de outubro de 2019 |

Os seguintes recordes mundiais ou olímpicos foram estabelecidos durante esta competição:
| Data        | Evento | Atleta             | Distância | Notas                 |
| ----------- | ------ | ------------------ | --------- | --------------------- |
| 17 de julho | Final  | Ryan Crouser (USA) | 22.94 m   | Recorde do campeonato |

## Medalhistas
| Ouro               | Prata            | Bronze              |
| Ryan Crouser (USA) | Joe Kovacs (USA) | Josh Awotunde (USA) |

## Tempo de qualificação
| Tempo de qualificação |
| --------------------- |
| 21.10 m               |

## Calendário
| Data        | Horário | Fase         |
| ----------- | ------- | ------------ |
| 15 de julho | 18:55   | Qualificação |
| 17 de julho | 18:27   | Final        |

Todos os horários estão no horário local (UTC-7)

## Resultados

### Qualificação
Qualificação: 21,20 m (Q) ou as 12 melhores performances (q). 
| Pos. | Grupo | Atleta                 | Nacionalidade  | Tentativa | Tentativa | Tentativa | Marca | Notas |
| Pos. | Grupo | Atleta                 | Nacionalidade  | 1         | 2         | 3         | Marca | Notas |
| ---- | ----- | ---------------------- | -------------- | --------- | --------- | --------- | ----- | ----- |
| 1    | A     | Ryan Crouser           | Estados Unidos | 22.28     |           |           | 22.28 | Q     |
| 2    | B     | Joe Kovacs             | Estados Unidos | 21.50     |           |           | 21.50 | Q     |
| 3    | A     | Tom Walsh              | Nova Zelândia  | 20.81     | 21.11     | 21.44     | 21.44 | Q     |
| 4    | B     | Nick Ponzio            | Itália         | 21.00     | 21.35     |           | 21.35 | Q     |
| 5    | B     | Jacko Gill             | Nova Zelândia  | 20.16     | 21.24     |           | 21.24 | Q     |
| 6    | A     | Josh Awotunde          | Estados Unidos | 21.18     | x         | 21.13     | 21.18 | q     |
| 7    | B     | Filip Mihaljević       | Croácia        | 20.56     | 21.17     | x         | 21.17 | q     |
| 8    | B     | Adrian Piperi          | Estados Unidos | 21.03     | x         | x         | 21.03 | q     |
| 9    | B     | Darlan Romani          | Brasil         | x         | 20.98     | x         | 20.98 | q     |
| 10   | A     | Chukwuebuka Enekwechi  | Nigéria        | 20.51     | 20.87     | 20.85     | 20.87 | q     |
| 11   | A     | Marcus Thomsen         | Noruega        | 19.90     | 20.27     | 19.83     | 20.27 | q     |
| 12   | B     | Uziel Muñoz            | México         | 20.06     | 20.24     | 20.16     | 20.24 | q     |
| 13   | A     | Konrad Bukowiecki      | Polónia        | 19.43     | x         | 20.24     | 20.24 |       |
| 14   | B     | Michał Haratyk         | Polónia        | 19.89     | 20.08     | 20.13     | 20.13 |       |
| 15   | A     | Roman Kokoshko         | Ucrânia        | 19.35     | 20.02     | 19.74     | 20.02 |       |
| 16   | A     | Scott Lincoln          | Grã-Bretanha   | 19.41     | x         | 19.97     | 19.97 |       |
| 17   | B     | Tsanko Arnaudov        | Portugal       | 18.06     | 19.68     | 19.93     | 19.93 |       |
| 18   | A     | Andrei Toader          | Roménia        | 19.83     | 19.78     | 19.60     | 19.83 |       |
| 19   | A     | Welington Morais       | Brasil         | 18.98     | 19.80     | x         | 19.80 |       |
| 20   | A     | Eric Favors            | Irlanda        | 19.44     | 19.50     | 19.76     | 19.76 |       |
| 21   | B     | Willian Dourado        | Brasil         | 19.65     | 19.41     | 19.73     | 19.73 |       |
| 22   | A     | Leonardo Fabbri        | Itália         | 19.49     | x         | 19.73     | 19.73 |       |
| 23   | B     | Simon Bayer            | Alemanha       | 19.13     | 19.16     | 19.71     | 19.71 |       |
| 24   | B     | Carlos Tobalina        | Espanha        | 19.45     | 19.47     | 19.70     | 19.70 |       |
| 25   | A     | Nicholas Scarvelis     | Grécia         | 19.55     | 19.01     | x         | 19.55 |       |
| 26   | B     | Anastasios Latifllari  | Grécia         | 18.90     | x         | 18.98     | 18.98 |       |
| 27   | A     | Ignacio Carballo       | Argentina      | 18.74     | 18.06     | x         | 18.74 |       |
| 28   | B     | Dotun Ogundeji         | Nigéria        | 18.35     | x         | x         | 18.35 |       |
| 29   | B     | John Kelly             | Irlanda        | x         | x         | 17.92     | 17.92 |       |
| 30   | A     | Tajinderpal Singh Toor | Índia          | r         |           |           | NM    |       |

### Final
A final ocorreu dia 17 de julho às 18:27. 
| Pos.              | Atleta                | Nacionalidade  | Tentativa | Tentativa | Tentativa | Tentativa | Tentativa | Tentativa | Marca | Notas                 |
| Pos.              | Atleta                | Nacionalidade  | 1         | 2         | 3         | 4         | 5         | 6         | Marca | Notas                 |
| ----------------- | --------------------- | -------------- | --------- | --------- | --------- | --------- | --------- | --------- | ----- | --------------------- |
| Medalha de ouro   | Ryan Crouser          | Estados Unidos | 22.21     | 22.71     | 22.58     | 22.16     | 22.94     | x         | 22.94 | Recorde do campeonato |
| Medalha de prata  | Joe Kovacs            | Estados Unidos | 22.62     | x         | 22.17     | 22.16     | 22.89     | 22.42     | 22.89 | Recorde da temporada  |
| Medalha de bronze | Josh Awotunde         | Estados Unidos | 22.24     | 21.70     | 21.14     | x         | 22.29     | 22.22     | 22.29 | Recorde pessoal       |
| 4                 | Tom Walsh             | Nova Zelândia  | 21.40     | 20.67     | 21.49     | x         | 22.08     | 21.27     | 22.08 |                       |
| 5                 | Darlan Romani         | Brasil         | 21.69     | 21.90     | x         | 21.92     | 21.34     | x         | 21.92 |                       |
| 6                 | Filip Mihaljević      | Croácia        | 21.05     | x         | x         | 21.35     | 21.82     | 21.58     | 21.82 |                       |
| 7                 | Jacko Gill            | Nova Zelândia  | 19.19     | 20.75     | 20.82     | 21.03     | x         | 21.40     | 21.40 |                       |
| 8                 | Adrian Piperi         | Estados Unidos | 20.88     | 20.93     | x         | 20.79     | x         | x         | 20.93 |                       |
| 9                 | Nick Ponzio           | Itália         | 20.28     | 20.81     | 20.76     |           |           |           | 20.81 |                       |
| 10                | Marcus Thomsen        | Noruega        | 20.64     | 20.66     | 19.98     |           |           |           | 20.66 |                       |
| 11                | Chukwuebuka Enekwechi | Nigéria        | 20.15     | x         | 20.65     |           |           |           | 20.65 |                       |
| 12                | Uziel Muñoz           | México         | 20.01     | 19.71     | 19.79     |           |           |           | 20.01 |                       |

Legenda
| Recorde mundial       | Recorde mundial (World record)               |                       | Recorde africano                      | Recorde africano (African) |                                           | Q | Classificado por posição (Qualified) |
| Recorde do campeonato | Recorde do campeonato (Championship record)  | Recorde da América    | Recorde da América (Americas)         | q                          | Classificado por melhor tempo (Qualified) |   |                                      |
| Melhor marca do ano   | Melhor marca do ano (World leading)          | Recorde asiático      | Recorde asiático (Asian)              | DNS                        | Não largou (Did not start)                |   |                                      |
| Recorde nacional      | Recorde nacional (National record)           | Recorde europeu       | Recorde europeu (European)            | DNF                        | Não terminou (Did not finish)             |   |                                      |
| Recorde pessoal       | Recorde pessoal do atleta (Personal best)    | Recorde da Oceania    | Recorde da Oceania (Oceania)          | DSQ / DQ                   | Desclassificado (Disqualified)            |   |                                      |
| Recorde da temporada  | Recorde da temporada do atleta (Season best) | Recorde sul-americano | Recorde sul-americano (South America) | NM                         | Sem marca (No mark)                       |   |                                      |